# Князев, Лев Николаевич
Лев Николаевич Князев (12 апреля 1926 — 27 января 2012) — русский приморский писатель, журналист, заслуженный работник культуры РСФСР (1985), участник Великой Отечественной войны. Долгое время возглавлял Приморское отделение Союза писателей СССР (России), был членом правления Союза писателей СССР.

## Биография
12 апреля 1926 года родился в Вятке (ныне — город Киров) в семье студентов педагогического института.
- 1941 — закончил десятилетку на прииске Соловьевском Амурской области, приехал во Владивосток, поступил в ДВПИ, где отучился год.[2]
- 1943—1946 годы — плавал на судах Дальневосточного морского пароходства юнгой, матросом, в конце войны — третьим помощником капитана.[3] Участвовал в перевозке грузов по ленд-лизу, в спасательных морских операциях.
- 1945 — участие в высадке десанта на Курилы.[3]
- 1948 — поступил в Дальневосточное высшее инженерное морское училище (ДВВИМУ)[4] во Владивостоке, на судоремонтный факультет.[3]
- 1953 — Закончил ДВВИМУ, получил диплом инженера-механика, направлен на Находкинский судоремонтный завод.[3] Родился сын Евгений, впоследствии тоже ставший известным прозаиком.[5]
- 1960 — главный редактор политического вещания Приморского краевого комитета радио и телевидения.[2][3]
- 1966—1968 годы — главный редактор газеты «Тихоокеанский комсомолец».[2]
- 1973 — принят в Союз писателей СССР.[2]
- 1990 — подписал «Письмо 74-х».
- 1978—1986, 1989—1990, 1996—1999, 2000—2001 годы — ответственный секретарь, председатель Приморского отделения Союза писателей СССР (России).[1][2][3]

## Произведения
Романы и повести «Зачем ты здесь?» (1963), «Крайняя мера» (1972), «Рейд обречённых» (1976), «Время любить» (1977), «Морской протест» (1982), «Капитанский час» (1986) и многие другие. Всего издано около 20 книг.
Сборник рассказов «Век свободы не видать» в 1990 году получил первую премию Союза писателей СССР.
В 1999 году, на X съезде Союза писателей России, за книгу «Капитанский час» Лев Князев получил золотую медаль имени Валентина Пикуля.

## Награды и звания[2]
- Орден Отечественной войны II степени
- Орден «Знак Почёта»
- Медаль Ушакова (1997)[6]
- Медаль Жукова[3]
- Юбилейная медаль «За доблестный труд. В ознаменование 100-летия со дня рождения Владимира Ильича Ленина» (1970)
- Медаль «За победу над Японией»
- Медаль «За доблестный труд в Великой Отечественной войне 1941—1945 гг.»
- Заслуженный работник культуры РСФСР (1985)
- Почётный гражданин города Владивостока (1996)[7]